# OSO-8
Восьмая орбитальная солнечная обсерватория Orbital Solar Observatory-8 — проект НАСА по исследования излучения Солнца в различных участках электромагнитного спектра. Параллельно с изучением солнечного излучения на инструментах обсерватории ряд проводились исследования рентгеновского и гамма-излучения космических источников. 
Время работы обсерватории на орбите — 21 июня 1975 — 1 октября 1978 гг. 
Обсерватория работала на орбите параллельно с другими рентгеновскими обсерваториями — Ariel V, HEAO-1, SAS-3, а также с рентгеновскими инструментами советской орбитальной станции Салют-4.
Космический аппарат состоял из вращающейся части («колеса») и не вращающейся части («паруса»). Среди научной аппаратуры обсерватории четыре инструмента были установлены на вращающейся платформе и были предназначены для исследования излучения космических источников (не Солнца). Наблюдения этих инструментов всегда проводились в направлении, перпендикулярном направлению Солнце-Земля.
| Название                                                                    | Цели                                        | Научный руководитель                                               |
| --------------------------------------------------------------------------- | ------------------------------------------- | ------------------------------------------------------------------ |
| High-Resolution Ultraviolet Spectrometer Measurements (105.0 to 230.0 nm)   | УФ линии Солнца                             | Barth, Charles A, Университет Колорадо                             |
| Chromosphere Fine-Structure Study                                           | Хромосфера Солнца                           | Bonnet, Roger Maurice, ЕКА                                         |
| High-Sensitivity Crystal Spectroscopy of Stellar and Solar X Rays (2-8 keV) | Всё небо                                    | Novick, Robert, Университет Коламбия                               |
| Mapping X-Ray Heliometer (2 to 30 keV)                                      | Активные зоны Солнца, космические источники | Acton, Loren W, Локхид                                             |
| Soft X-ray Background Radiation Investigation (0.150 to 45 keV)             | анти-Солнце[что?]                           | Kraushaar, William L, Университет Висконсина                       |
| Cosmic X-Ray Spectroscopy (2 to 60 keV)                                     | анти-Солнце                                 | Serlemitsos, Peter J, Центр космических полётов им. Годдарда, НАСА |
| High-Energy Celestial X rays                                                | анти-Солнце                                 | Frost, Kenneth J, Центр космических полётов им. Годдарда, НАСА     |
| EUV From Earth and Space                                                    | Атмосфера Земли, космические источники      | Weller, Charles S Jr, Исследовательская лаборатория ВМФ США        |

## Основные результаты
- Измерения эмиссионной линии высокоионизованного железа в скоплениях галактик
- Спектры и поля скоростей в короне и хромосфере Солнца
- Измерение поляризации рентгеновского излучения Крабовидной
туманности